# Omet (Francja)
Omet – miejscowość i gmina we Francji, w regionie Nowa Akwitania, w departamencie Żyronda.
Według danych na rok 1990 gminę zamieszkiwało 206 osób, a gęstość zaludnienia wynosiła 79 osób/km² (wśród 2290 gmin Akwitanii Omet plasuje się na 971. miejscu pod względem liczby ludności, natomiast pod względem powierzchni na miejscu 1548.).